# George Spencer
Jorge Spencer, II conde de Spencer (nacido como George John Spencer; Londres;1 de septiembre de 1758-Northamptonshire; 10 de noviembre de 1834), fue un político, noble y aristócrata británico. Fue el tercer conde de Spencer desde su ascenso al trono, tras la muerte de su padre, Juan Spencer, I conde de Spencer, en 1783, hasta su fallecimiento, en 1834. Ejerció el cargo de ministro del interior entre 1806 y 1807. Pertenecía al partido político Whigs.
Estuvo en el cargo por más de 51 años, por lo que lo convierte en el segundo conde de Spencer con más tiempo en el cargo, por detrás de su bisnieto, Alberto, VII conde de Spencer.
Es antepasado de la difunta Diana, princesa de Gales y de sus hijos, Enrique, duque de Sussex y de Guillermo, príncipe de Gales.

## Orígenes y educación
Lord Spencer nació en Wimbledon Park, Londres, hijo de John Spencer, 1.er conde Spencer, y su mujer Margaret Georgiana, hija de Stephen Poyntz. Fue bautizado allí el 16 de octubre de 1758, sus padrinos fueron el rey Jorge II, el conde Cowper (segundo marido de su abuela) y su tía abuela la vizcondesa Bateman. Su hermana Lady Georgiana fue esposa del duque de Devonshire.
Fue educado en Harrow School entre 1770 y 1775 y ganó la Flecha de Plata de la escuela (un premio de tiro con arco) en 1771. Posteriormente asistió al Trinity College de Cambridge entre 1776 y 1778 y se graduó con un Máster en Artes. Se convirtió en conde tras la muerte de su padre en 1783.

## Carrera política
Lord Spencer fue diputado whig por Northampton entre 1780 y 1782 y por Surrey entre 1782 y 1783. Fue jurado del Consejo Privado del Reino Unido en 1794 y sirvió durante el gobierno de William Pitt el Joven como Lord del Sello Real (Lord Privy Seal) en 1794 y como Primer Lord del Almirantazgo entre 1794 y 1801. Posteriormente ejerció como ministro de interior entre 1806 y 1807 durante el gobierno de Lord Grenville en el Ministerio de Todos los Talentos.

## Otros cargos públicos
Lord Spencer fue también High Steward de la ciudad de St Albans en Hertfordshire entre 1783 y 1807, alcalde de esta misma ciudad en 1790, presidente de la Royal Institution entre 1813 y 1825 y Commissioner of the Public Records en 1831. Se convirtió en miembro de la Royal Society en 1790 y fue investido Caballero de la Orden de la Jarretera en 1799.

## Afición a la literatura
Fue célebre por su afición a la literatura, especialmente hacia muestras antiguas de imprenta. Su colección de unos 40.000 volúmenes fue puesta a la venta en 1892 y adquirida por Mrs Rylands de la John Rylands Library.

## Familia
Lord Spencer se casó con Lady Lavinia Bingham (1762-1831), hija de Charles Bingham, 1.er conde de Lucan, el 6 de marzo de 1781. Tuvieron nueve hijos:
- John Charles Spencer, 3.er Conde Spencer (1782-1845)
- Lady Sarah Spencer (1787-1870), casada con William Lyttelton, 3.er Barón Lyttelton.
- Richard Spencer (1789-1791), muerto durante la infancia.
- El Capitán Sir Robert Cavendish Spencer (1791-1830).
- William Spencer (nacido y muerto en 1792).
- Lady Harriet Spencer (nacida y muerta en 1793).
- Lady Georgiana Charlotte Spencer (1794-1823), casada con George Quin, hijo de Thomas Taylour, 1.er Marqués de Headfort.
- El Vicealmirante Frederick Spencer, 4º conde Spencer (1798-1857).
- George Spencer (1799-1864), más tarde conocido como Ignatius Spencer.

Lady Spencer murió en junio de 1831, a los 68 años. Lord Spencer murió en noviembre de 1834, a los 76 de edad, en la mansión familiar de Althorp House en el condado de Northamptonshire, y fue enterrado en la cercana villa de Great Brington el 19 noviembre.
| Precedido por: Granville Leveson-Gower, 1º Marqués de Stafford | Lord del Sello Real 1794               | Sucedido por: John Pitt, 2º Conde de Chatham       |
| Precedido por: John Pitt, 2º Conde de Chatham                  | Primer Lord del Almirantazgo 1794–1801 | Sucedido por: John Jervis, 1º Conde de San Vicente |
| Precedido por: Lord Hawkesbury                                 | Ministro del Interior 1806-1807        | Sucedido por: Lord Hawkesbury                      |

- Datos: Q332521
- Multimedia: George Spencer, 2nd Earl Spencer / Q332521